# Willeroncourt
Willeroncourt è un comune francese di 129 abitanti situato nel dipartimento della Mosa nella regione del Grand Est.

## Società

### Evoluzione demografica
Abitanti censiti